# ホップ・ステップ・ザップン!
『ホップ・ステップ・ザップン！』（High Diving Hare、旧題：上から下へ）とは、アメリカ合衆国の映画会社のワーナー・ブラザースの短編アニメシリーズのルーニー・テューンズの作品。1949年4月30日公開。

## あらすじ
ある日、バッグスが見世物小屋の興行主を担当していた。そこに通りすがりのガンマンのヨセミテ・サムは全15幕のうちの一つ、「不死身のフリープ（旧日本語吹替では「意気地なしのフリープ」）の高飛び込みショー」を気に入り（旧日本語吹替ではフリープの大ファンという独自設定がある）、小屋でチケットをまとめ買いし、ショーを楽しみにしていた。だが本番当日、フリープが嵐による事故で足止めされ、到着が遅れてしまうという悪い知らせが届き、バッグスは仕方なく今回の高飛び込みは中止と観客に宣言したが、高飛び込みショーを目当てで来たサムは怒って、バッグスにフリープの代わりに飛び込みをするように迫り、仕方なくバッグスが飛び込むハメになってしまうが持ち前の機転で逆にサムを高飛び込みさせた。改めて残りのショーを始めようとするもサムは再び飛び込みを要求するがバッグスの策略に色々と手こずりながら、最終的にバッグスを縄で縛り、飛び込み台に立たせて、台をノコギリで切断した。だが、何故か落ちたのはサムの方で、バッグスは視聴者に「I know this defies the law of gravity but, you see, I never studied law.（旧日本語訳:「今のシーンは重力の法則から言っておかしいって？でも漫画。かたいこと言わないの。」、現行日本語訳:「引力の法則に反してるのはわかってるけど、これ漫画だから大目に見てよ。」）」と言って締めた。

## キャスト
| キャラクター     | 原語版         | 旧吹き替え版 | 新吹き替え版 |
| ---------------- | -------------- | ------------ | ------------ |
| バッグス・バニー | メル・ブランク | 富山敬       | 山口勝平     |
| ヨセミテ・サム   | メル・ブランク | 永井一郎     | 郷里大輔     |
| ナレーション     | -              | 土井美加     | 梅津秀行     |

## 日本での公開
- ルーニー・テューンズコレクション【バッグス・バニー】(DVD)
- ルーニー・テューンズコレクション【スターはたいへん！】(1コインDVD)
- ルーニー・テューンズ DVD BOX （宝島社）（DVD（パブリックドメイン））※字幕
- バックス・バニーのブンブンランド 2巻（上から下へ(VHS)）